# Česká Bříza
Česká Bříza é uma comuna checa localizada na região de Plzeň, distrito de Plzeň-sever.